# Verbena madrensis
Verbena madrensis — вид рослин родини Вербенові (Verbenaceae), ендемік Мексики.

## Опис
Багаторічна трав'яниста рослина, яка має стрижневий корінь. Стебла в основному 1 від основи, від прямостійних до висхідно-прямостійних, 25–60(120) см, дуже рідко жорстко-волосисті, не залозисті або рідко залозисті. Листки в основному на проксимальній половині стебла, від яйцеподібних до ланцетних або довгасто-ланцетних в контурі, нижні та середні 2.5–4(5) см × 5–17(25) мм, поля грубо зубчасті з 3–6 зубцями на кожну сторону, іноді 3-лопатеві або перисто-розділені, листові фрагменти гострі, верхні поверхня жорстко волосиста, нижня — жорстко волосиста в основному вздовж жилок. Чашечка 2.2–3 мм. Віночок від синього до пурпурно-рожевого забарвлення, трубки (3)3.5–4.5 мм, на 2 мм довший за чашечку. Горішки (1.3)1.5–1.8 мм, поздовжньо-ребристі. Цвітіння: травень — серпень (жовтень).

## Поширення
Ендемік Мексики (Коауїла, Нуево-Леон, Тамауліпас).
Населяє колючий ліс, дубовий, сосновий, дубово-сосновий, дубово-ялицевий ліс, кам'янисті схили, сухі русла річок, узбіччя; 500–2400 м н.р.м.